# Лаппо-Данилевский, Иван Александрович
Ива́н Алекса́ндрович Ла́ппо-Даниле́вский (16 [28] октября 1895, Санкт-Петербург, Российская империя — 15 марта 1931, Гисен, Веймарская республика) — советский математик, член-корреспондент АН СССР (с 31 января 1931 года). Основные работы относятся к теории аналитических функций от матриц и её приложениям в теории линейных дифференциальных уравнений, где он получил ряд фундаментальных результатов.

## Биография
Родился в семье историка А. С. Лаппо-Данилевского и Елены Дмитриевны Данилевской (урожденной Бекарюковой) в Санкт-Петербурге. Окончил частную гимназию В. К. Иванова. Исключительная математическая одарённость И. А. Лаппо-Данилевского проявилась очень рано, ещё в гимназии. С 1 февраля по 17 октября 1916 г. состоял в качестве пажа Пажеского Его Императорского величества корпуса, в 1914, повторно в 1924 поступил на физико-математический факультет Санкт-Петербургского университета (из-за слабого здоровья и крайней бедности учился с перерывами). После революции и гражданской войны в течение нескольких лет сменил ряд профессий, в частности, работал председателем правления кооператива одного из домов на Васильевском острове по адресу 6 линия, д. 5/5. Проживал в том же доме в кв. 4. Был женат на дочери известного ученого-физика, электротехника, радиотехника, геофизика А. А. Петровского Ольге.
В 1925 г. окончил физико-математический факультет Ленинградского университета. Вскоре стал сотрудником физико-математического института Российской академии наук. В 1927 г. опубликовал первую научную работу «Théorie algorithmique des corps de Riemann» в журнале «Математический сборник». Основатель кружка для «изучения Вагнера с исторической, философской, литературной и музыкальной стороны» вместе с ленинградским архитектором А. М. Нечаевым. В апреле 1929 г. блестяще защитил диссертацию и вскоре получил премию Главнауки Наркомпроса и стипендию Фонда Рокфеллера. В течение 1929—1930 годов преподавал математику в Ленинградском горном институте и Ленинградском политехническом институте. 29 сентября 1930 г. по поручению Наркомпроса с семьей выехал в Гисен (Германия), к специалисту по дифференциальным уравнениям Л. Шлезингеру. Здесь он получил предложение прочитать курс лекций в местном университете. Аналогичное предложение поступило и из Сорбонны. В феврале 1931 г. заочно избран членом-корреспондентом АН СССР по представлению академиков И. М. Виноградова, Н. Н. Лузина, А. Н. Крылова.
Скончался 15 марта 1931 г., похоронен в Гисене на городском кладбище.
Академия наук СССР с глубоким прискорбием отнеслась к кончине выдающегося ученого. В некрологе, помещенном в «Известиях АН СССР» (1931, № 6), Н. Н. Лузин писал:

Оставленное им наследство в виде готовых к печати мемуаров и подготовленных черновых работ для теории как регулярных, так и иррегулярных систем столь важно и столь значительно, что тщательный учёт и приведение в порядок к печати этого наследства является долгом академии. Это тем более естественно, что в течение своей короткой жизни Иван Александрович оставался, в сущности, автодидактом, и его идеи имеют в прошлом мало корней, по которым можно было бы восстановить его результаты.

## Научные труды
- J. A. Lappo-Danilevski, «Théorie algorithmique des corps de Riemann», Матем. сб., 34:2 (1927)
- J. A. Lappo-Danilevski, «Résolution algorithmique des problèmes réguliers de Poincaré et de Riemann (Mémoire premier: Le problème de Poincaré, concernant la construction d’un groupe de monodromie d’un système donné d'équations différentielles linéaires aux intégrales régulières)», Журн. Лен. физ.-мат. общ., 2:1 (1928)
- J. A. Lappo-Danilevski, «Résolution algorithmique des problèmes réguliers de Poincaré et de Riemann. (Mémoire deuxième: Problème de Riemann, concernant la construction d’un système régulier d'équations différentielles linéaires, admettant un groupe de monodromie donné)», Журн. Лен. физ.-мат. общ., 2:1 (1928)
- J. A. Lappo-Danilevski, «Théorie des matrices satisfaisantes à des systèmes d'équations différentielles linéaires à coefficients rationnels arbitraires. Mémoire premier», Журн. Лен. физ.-мат. общ., 2:2 (1929)
- J. Lappo-Danilevskij, «Les déterminations diverses d’une matrice régulière possédant les substitutions exposantés données aux points singuliers à distance finie», Известия Академии наук СССР. VII серия. Отделение математических и естественных наук, 1931, 6
- J. A. Lappo-Danilevskij (J. A. Lappo-Danilevsky), «Mémoires sur la théorie des systémes des équations différentielles linéaires. Vol. I», Тр. Физ.-матем. ин-та им. В. А. Стеклова, 6 (1934)
- J. A. Lappo-Danilevskij (J. A. Lappo-Danilevsky), «Mémoires sur la théorie des systémes des équations différentielles linéaires. Vol. II», Тр. Физ.-матем. ин-та им. В. А. Стеклова, 7 (1935)
- J. A. Lappo-Danilevskij (J. A. Lappo-Danilevsky), «Mémoires sur la théorie des systémes des équations différentielles linéaires. Vol. III», Тр. Физ.-матем. ин-та им. В. А. Стеклова, 8 (1936)[13]